# Chromis lubbocki
Chromis lubbocki är en fiskart som beskrevs av Edwards, 1986. Chromis lubbocki ingår i släktet Chromis och familjen Pomacentridae. Inga underarter finns listade i Catalogue of Life.